# Justin Geduld
Pas d'image ? Cliquez ici

a Compétitions nationales et continentales officielles uniquement.

b Matchs officiels uniquement.
Dernière mise à jour le 31 mars 2016.
Justin Geduld est un joueur sud-africain de rugby à sept et à XV évoluant en Currie Cup avec la Western Province et avec l'équipe nationale d'Afrique du Sud de rugby à sept.
Il a remporté avec l'équipe d'Afrique du Sud la médaille de bronze du tournoi masculin des Jeux olympiques d'été de 2016 à Rio de Janeiro.